# 조제 에두아르두 아구알루사
조제 에두아르두 아구알루사 알베스 다 쿠냐(José Eduardo Agualusa Alves da Cunha, 1960년 12월 13일 ~ )는 앙골라의 작가이자 칼럼니스트로 포르투갈과 브라질 혈통이다. 그는 포르투갈, 리스본에서 농학과 임학을 공부했다. 현재 그는 모잠비크섬에 거주하며 작가 겸 언론인으로 활동하고 있다. 그는 또한 섬에 공공 도서관을 설립하기 위해 노력해 왔다.

## 작품 활동
아구알루사는 주로 모국어인 포르투갈어로 글을 쓴다. 그의 책은 25개 언어로 번역되었으며, 그 중에서도 그의 빈번한 협력자인 번역가 다니엘 한에 의해 영어로 가장 많이 번역되었다. 그의 작품 대부분은 앙골라의 역사에 초점을 맞춘다.
<rainy Season> (Estação das Chuvas, 1996)는 1992년 루안다에서 의문의 실종된 앙골라 시인이자 역사가인 리디아 두 카르무 페레이라에 대한 전기 소설이다.
<크리올> (Nação Crioula, 1997)은 가상의 포르투갈 모험가 카를루스 프라디케 멘데스 (19세기 포르투갈 소설가 에사 드 케이로스의 창작 인물)와 노예 출신으로 앙골라에서 가장 부유한 인물 중 한 명이 된 아나 올림피아 드 카미냐 간의 비밀스러운 사랑 이야기를 다룬다.
<카멜레온의 책> (O Vendedor de Passados, 2004)은 2009년 <신들과 병사들: 펭귄 현대 아프리카 문학 선집>에 발췌 수록되었다. 원본 포르투갈어 제목은 "과거를 파는 자"를 의미하지만, 아구알루사와 한은 영어 제목을 <카멜레온의 책>으로 상호 합의했다. 아구알루사는 이 제목이 너무 마음에 들어 아직 번역되지 않은 후속 단편집 <O Livro dos Camaleões>에 포르투갈어로 재사용했다.
망각에 대한 일반 이론 (Teoria Geral do Esquecimento, 2012)은 앙골라의 독립 전날부터 30년 동안 루안다 아파트에 자신을 가두었던 루도라는 여성의 시점에서 앙골라의 역사를 이야기한다.
그는 영어권 문학계에서 특히 망각에 대한 일반 이론으로 성공을 거두었다. 2012년에 쓰여 2015년에 번역된 이 소설은 2016년 맨 부커 국제상 후보에 올랐고, 2017년 국제 IMPAC 더블린 문학상을 수상했다.
아구알루사는 포르투갈 잡지 LER에 매달 글을 쓰고, 브라질 신문 우 글로부와 앙골라 포털 Rede Angola에 매주 글을 쓴다. 그는 RDP 아프리카 채널에서 아프리카 음악과 시에 관한 라디오 프로그램 '아 오라 다스 시가라스'를 진행한다. 2006년에는 콘세이상 로페스, 파티마 오테루와 함께 포르투갈어 작가만을 위한 브라질 출판사 '링구아 제랄'을 설립했다.

## 비평 및 해석
아나 마팔다 레이테는 아구알루사의 작품이 때때로 "역사와 소설, 과거 사건의 기록과 가능했을 법한 일의 묘사 사이의 연결고리"를 제공한다고 평했다. 비평가는 이어서 "작가는 ... 역사가 문학이 되는 순간을 포착하려 하며, 환상과 삶에 대한 꿈같은 시각을 통해 문학적 상상력이 역사적 사실보다 우선하는 방식을 보여주려 한다"고 말했다. 그녀가 작가의 기술에 대해 내린 평가는 다음과 같다. "아구알루사는 견고한 역사적 연구뿐만 아니라 이 등장인물들에게 생명을 불어넣는 문학적 재능 또한 보여준다."

## 작품 목록

### 소설
- A Conjura (1989)
- Estação das Chuvas (1996). Rainy Season, trans. 다니엘 한 (2009).
- Nação Crioula (1997). Creole, trans. 다니엘 한 (2002).
- Um estranho em Goa ( 2000)
- O Ano em que Zumbi Tomou o Rio (2003)
- O Vendedor de Passados (2004). The Book of Chameleons, trans. 다니엘 한 (2007).[8][9]
- As Mulheres de Meu Pai (2007). 나의 아버지의 아내들, trans. 다니엘 한 (2008).
- Barroco tropical (2009)
- Milagrário Pessoal (2010)
- Teoria Geral do Esquecimento (2012). 망각에 대한 일반 이론, trans. 다니엘 한 (2015).
- A educação sentimental dos pássaros (2012)
- A Vida no Céu (2013)
- A Rainha Ginga (2014)
- A sociedade dos sonhadores involuntários (2017). The Society of Reluctant Dreamers, trans. 다니엘 한 (2019).
- Os Vivos e os Outros (2020). The Living and the Rest, trans. 다니엘 한 (2023).

### 단편 소설 및 중편 소설
- D. Nicolau Água-Rosada e outras estórias verdadeiras e inverosímeis (단편 소설, 1990)
- A feira dos assombrados (중편 소설, 1992)
- Fronteiras Perdidas, contos para viajar (단편 소설, 1999)
- O Homem que Parecia um Domingo (단편 소설, 2002)
- Catálogo de Sombras (단편 소설, 2003)
- Manual Prático de Levitação (단편 소설, 2005). A Practical Guide to Levitation, trans. 다니엘 한 (2023).
- O Livro dos Camaleões (단편 소설, 2015).[10]

### 기타
- O coração dos bosques (시, 1991)
- Estranhões e Bizarrocos (아동 문학, 2000)
- A Substância do Amor e Outras Crónicas (연대기, 2000)
- Na rota das especiarias (가이드, 2008)

그는 또한 동료 언론인 페르난두 세메두와 사진작가 엘자 호샤와 함께 리스본의 아프리카 공동체에 대한 탐사 보도 작품인 <리스보아 아프리카나> (1993)를 출판했다. 아구알루사의 희곡 <아켈라 물헤르>는 2008년 상파울루, 브라질과 2009년 리우데자네이루, 브라질에서 브라질 여배우 마릴리아 가브리엘라가 연기했다 (연출 안토니우 파군지스). 그는 모잠비크 작가 미아 쿠투와 함께 희곡 <추베인 아모레스 나 루아 두 마타도르>를 공동 집필했다.

## 수상 및 영예
2017년 6월, 아구알루사는 그의 번역가인 다니엘 한과 함께 소설 망각에 대한 일반 이론으로 국제 IMPAC 더블린 문학상을 수상했다. 아구알루사의 작품은 아일랜드 작가 앤 엔라이트의 작품을 포함한 전 세계 10개 후보작들을 제치고 10만 유로의 상금을 받았다. 아구알루사는 개인적으로 7만 5천 유로를 받았고, 번역가인 다니엘 한은 상금의 2만 5천 유로를 받을 자격이 있었다.
<크리올> (1997)은 RTP 대문학상을 수상했다.
<카멜레온의 책> (2006)은 2007년 독립 외국 소설상을 수상했다. 그는 1990년 시상식이 시작된 이래 이 상을 수상한 최초의 아프리카 작가이다.
아구알루사는 세 차례의 문학 보조금을 받았다. 첫 번째는 1997년 포르투갈 국립문화센터에서 <나상 크리올라>(크리올)를 쓰기 위해 수여되었고, 두 번째는 2000년 포르투갈 푼다상 오리엔테에서 인도, 고아주를 3개월간 방문할 수 있도록 허용하여 <움 에스트란호 엠 고아>를 탄생시켰다. 세 번째는 2001년 독일의 독일 학술 교류 서비스에서 권위 있는 보조금을 받았다. 그 보조금 덕분에 그는 베를린에서 1년 동안 살면서 <오 아누 엠 케 숨비 토모우 우 히우>를 썼다. 2009년에는 네덜란드, 암스테르담에 있는 네덜란드 작가 거주지에 초대되어 <바호쿠 트로피칼>을 썼다.

## 더 읽어보기
- Brookshaw, David. 2002. Voices from Lusophone borderlands: the Angolan identities of António Agostinho Neto, Jorge Arrimar and José Eduardo Agualusa. Maynooth: National University of Ireland, Maynooth.
- Guterres, Maria. "History and Fiction in José Eduardo Agualusa's Novels." Fiction in the Portuguese-Speaking World. Ed. Charles M. Kelley. Cardiff: University of Wales Press, 2000. pp. 117–38. Print.